# Perico el del Lunar
Pour les articles homonymes, voir Perico et Pichardo.
Perico el del Lunar est le nom de scène du guitariste andalou Pedro del Valle Pichardo, né à Xérès le 9 mai 1894 et mort à Madrid le 17 mars 1964.

## Biographie
Il a joué sur les plus grandes scènes en Espagne et à l'étranger, et a dirigé la première anthologie discographique du flamenco.